# Kibuti
Kibuti är ett vattendrag i Burundi.   Det ligger i provinsen Cibitoke, i den nordvästra delen av landet, 80 kilometer norr om huvudstaden Bujumbura.
Omgivningarna runt Kibuti är en mosaik av jordbruksmark och naturlig växtlighet. Runt Kibuti är det tätbefolkat, med 297 invånare per kvadratkilometer.